# Zoran Janković (politiker)

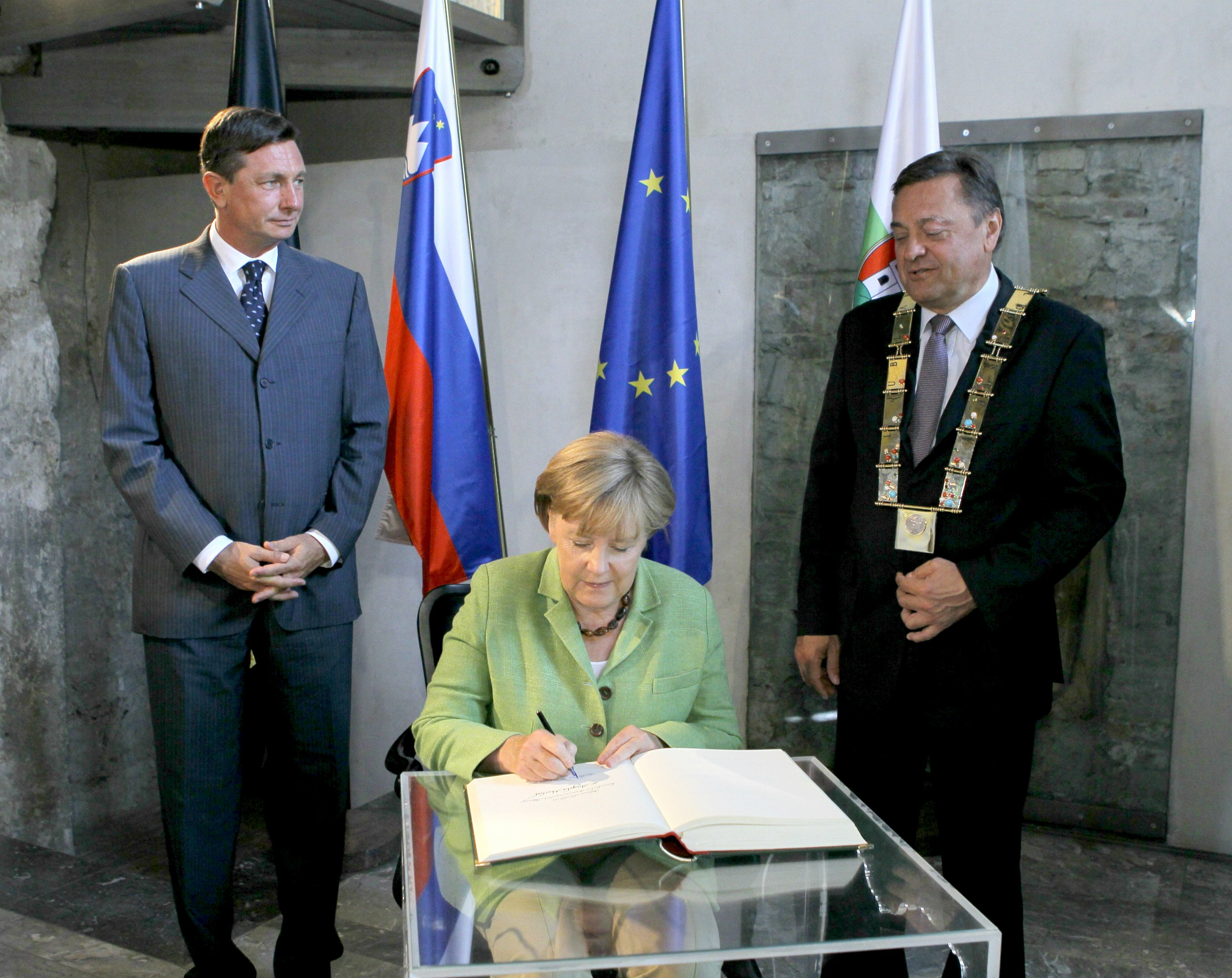
Zoran Janković tillsammans med Angela Merkel och dåvarande slovenska premiärministern Borut Pahor.

Zoran Janković, född 1 januari 1953, är en slovensk politiker. Han är partiledare för mittenvänsterpartiet Positiva Slovenien. Mellan den 22 oktober 2006 och den 21 december 2011 var han borgmästare i Sloveniens huvudstad Ljubljana. Han var den första politikerna att bli återvald på den posten sedan andra världskriget.
I det slovenska nyvalet till parlamentet den 4 december 2011 gjorde det nystartade partiet Positiva Slovenien, lett under Janković, ett oväntat bra val och blev största parti i landet. Vem som kommer att utses till premiärminister är ej klart.